# 杨朵儿只
杨朵儿只（1279年—1320年），元朝唐兀氏，河西宁夏人。祖父剌失，父亲失剌唐兀台。
杨朵儿只初事王子寿山（元仁宗）于藩邸，很被倚重。大德九年（1305年）随从出居怀州。大德十一年（1307年）元成宗驾崩，先回到大都，与右丞相哈剌哈孙定议，奉命至北藩迎海山，即位为元武宗。寿山被立为太子，居东宫，杨朵儿只论功为太中大夫、家令丞，晋升为正奉大夫、延庆使。寿山即位为元仁宗后，杨朵儿只历任礼部尚书、宣徽副使。又升为侍御史、御史中丞。他多次直谏，以纠正其罪为己任，延祐四年（1317年），与萧拜住等人揭发丞相铁木迭儿奸贪。后来转任为集贤大学士。延祐七年（1320年），元仁宗驾崩，铁木迭儿复相，加以违太后旨罪，被处死。元英宗即位，昭雪，追赠夏国公，谥襄愍。其弟教化，其子不花。

## 延伸阅读
[在维基数据编辑]
 《元史·卷179》，出自宋濂《元史》
 《新元史/卷183》，出自柯劭忞《新元史》